# NGC 863
Mrk 590 (NGC 863) 是鲸鱼座的一個星系。在分類上屬於西佛一型的螺旋星系。